# موريس جي. سوليفان
موريس جي. سوليفان هو محامي وسياسي أمريكي، ولد في 7 ديسمبر 1884 في سان رافاييل في الولايات المتحدة، وتوفي في 9 أغسطس 1953 في رينو في الولايات المتحدة. نشط حزبياً في الحزب الديمقراطي. وقد انتخب عضو مجلس النواب الأمريكي ‏.